# Йохан Конрад фон Геминген
Йохан Конрад фон Геминген (на немски: Johann Konrad von Gemmingen; * 23 октомври 1561, вер. в Тифенброн; † 7 ноември 1612 или 8 ноември 1612, Айхщет) е княжески епископ на Айхщет (1594 – 1612).

## Живот
Той е от линията Щайнег на род Геминген и е син на Дитрих IX фон Геминген (1517 – 1586), господар в Тифенброн, и съпругата му Лия фон Шеленберг († 1564), дъщеря на Йохан фон Шеленберг и Клара фон Рандек. Брат е на Волф Дитрих фон Геминген (1550 – 1601), Георг фон Геминген († сл. 1587, комтур на Немския орден, Ханс фон Геминген († 1591), комтур на Немския орден. Чичо му Йохан Ото фон Геминген (1545 – 1598), княжески епископ на Аугсбург, има голямо влияние върху него.
Йохан Конрад е през 1573 г. в Констанц, 1578 г. е каноник в Елванген, 1579 г. катедрален каноник в Аугсбург и домицелар в епископство Айхщет, 1588 г. каноник в Констанц.
През 1579 г. той започва да следва теология и право в университетите Фрайбург, 1583 г. в Дилинген, 1584 г. в Понт-а-Мусон, 1587 г. Париж, 1588 г. в Сиена, 1588/89 г. в Перуджа и 1589 г. в Болоня. Той владее латински, италиански и френски език.
Йохан Конрад пътува до Англия и други държави. През 1591 г. чичо му го взема като катедрален декан в Аугсбург, където е ръкоположен за свещеник на 10 май 1592 г. През 1591 г. той също е катедрален каноник в Айхщет, където е избран през 1593 г. за коадютор с право да стане епископ. През 1594 г. папа Климент VIII го прави титулар-епископ на Изаурия и получава регалиите от император Рудолф II.
На 17 септември 1594 г. Йохан Конрад поема управлението на манастир Айхщет и на диоцезата след смъртта на предшественика му. Помазан е на 2 юли 1595 г. Чичо му Йохан Ото е (1590) избран от домкапитела за епископ на Айхщет, но отказва тази служба.
Йохан Конрад е внимателен политик, успешен финансист и меценат на изкуството. От пролетта на 1611 г. той е болнав и го карат с количка, към края на живота си не може да ходи. Той умира на 7/8 ноември 1612 г. и е погребан в катедралата на Айхщет.